# Newham kerület

Newham kerület egy London északi részén fekvő kerület.
A Citytől 10 kilométerre keletre, a Temzétől ugyanilyen messze északra fekszik. A 2001-es népszámlálás Newhamet tekintette Anglia és Wales etnikailag legszínesebb területének.

## Fekvése
Newhamet keletről a Roding folyó, és annak másik oldalán Barking and Dagenham, délről a Temze és a túlparton Greenwich nyugatról Tower Hamlets, Hackney és a Lee folyó, míg északról Waltham Forest és Redbridge határolja.

## Az önkormányzat és a demokrácia
A legtöbb angol körzettől eltérően a kerületet közvetlenül választott polgármester, 2002-től jelenleg Robin Walea irányítja. 2002 óta mindig kijelölik a tanács egyik tagját, s ő végzi el azokat a várossal kapcsolatos és ünnepélyes dolgokat, melyek ezt megelőzően a polgármester hatáskörébe tartoztak.

## Népessége
A 2001-es népszámlálás eredménye szerint Newhamben Little Ilford etnikailag a legsokszínűbb körzete az országnak. Az önkormányzat már kérelmezte, hogy mutassák ki, ez a Földön kulturális tekintetben a legsokszínűbb terület. Ebben a kerületben a második legnagyobb a muszlimok aránya a brit szigeteken.
Habár a terület statisztikailag Belső-Londonhoz tartozik, más okok, így alapításának körülményei miatt sokan inkább Külső-London részeként beszélnek róla. Ez azért van, mert 1889 és 1965 között a terület nem tartozott a londoni önkormányzathoz. Az önkormányzat erős kampányt folytat annak érdekében, hogy a terület mindenféle szempontból a belvároshoz tartozzon, mivel így 60 millió fonttal nagyobb a lehívható pénz mértéke.
A 2001-es népszámlálás adatai alapján itt a legnagyobb a nemfehér bőrű lakosok aránya. A népesség 24,3%-a muzulmán vallású, mely a második legnagyobb adat az ország területén.
Az etnikumokat Simpson's Diversity Index 10 csoportba soroló eljárásának alkalmazásával, a 2001-es népszámlálás megállapítása szerint Newham Anglia és Wales legváltozatosabb területe. A 15 legváltozatosabb lakosságú körzet közül 9 a kerületben van. Azonban ha azt a 16 etnikai kategóriát tekintjük, ahol a cenzus is megkülönbözteti a fehér íreket és a más nemzetiségű fehéreket, akkor Newham Brentet követően a második legszínesebb kerület. Így Newhambhez 6, míg Brenthez 7 körzte tartozik a 15 legszínesebb közül.
A cenzus által használt etnikumokat tekintve a következő olvasható: A newhami Little Ilford az Egyesült Királyság etnikailag legdiverzifikáltabb körzete. A 16 etnikumot használó felmérés alapján a körzet a brenti Dolls Hill után a második legváltozatosabb képet mutatja.
Newham lakossága nem csak a legváltozatosabb, hanem a legfiatalabb is az országban. Iskoláiban több mint 120 nyelven beszélnek.
A kerület népessége a továbbiakban az alábbi módon alakult:
| Lakosok száma | 314 100 | 332 800 | 352 005 | 358 645 |
|               | 2012    | 2015    | 2018    | 2022    |

## Története
A kerületet 1965. április 1-jén hozták létre East Ham Vidéki Kerület és West Ham Vidéki Kerület összevonásával. A Green Street jelzi a két rész közötti régi határt. Idetartoznak még North Woodwich, és River Roding egyes területei. Newham neve teljesen új névalkotás eredménye lett.
Egy 2007-ben a Channel 4, Location című műsorának felkérésére készített felmérés kiderítette, hogy az Egyesült Királyság területén ittlakás szempontjából ez a harmadik legrosszabb hely. A tanulmány a bűnözési statisztikákat, az iskolai eredményeket, a légszennyezést, a gazdasági aktivitást, az ingatlanárakat vette figyelembe. Merthyr Tydfil, Hull és Middlesbrozgh foglalja el a listán a harmadik, a második és az első helyet.

## Híres lakosai
- Perry Fenwick színész, 1998 óta Billy Mitchell alakítója az EastEnders című filmben
- Billy Murray színész, a The Bill és az EastEnders című filmek szereplője
- Celia Hammond, az 1960-as évek modellje,
- Danny Dyer színész, a Human Traffic és a The Football Factory szereplője
- Carol Harrison színésznő, Tiffany mamájának alakítója az EastEnders
- Benjamin Zephaniah költő
- Christine Ohuruogu atléta
- Ade Adepitan kosárlabdázó

## Körzetek
- Beckton
- Canning Town
- Custom House
- East Ham
- Forest Gate
- Little Ilford
- Manor Park
- North Woolwich
- Plaistow (kiejtése Plarr-stow)
- Silvertown
- Stratford
- Upton Park
- West Ham

## Közlekedés
A kerület közlekedésében nagy reformok vannak folyamatban, melyeknek részét képezi a befejezett Docklands Light Vasútvonal (rövidítve: DLR) és a Jubilee line meghosszabbítása. Newham ad helyet a London-City repülőtérnek, és a High Speed 1 nagysebességű vasútvonal is keresztülmegy a kerületen, érintve Stanfordot, így gyors belföldi és nemzetközi közlekedési lehetőséget biztosít. A Stanford nemzetközi vasútállomás a tervek szerint 2009-ben készül el. A Docklands Light Railwayt meghosszabbították a városi repülőtérig, így Newhamet összeköti majd Woolwich-csel.

### Állomások
- Beckton DLR állomás
- Beckton Park DLR állomás
- Cyprus DLR állomás
- Canning Town állomás
- Custom House Állomás DLR
- East Ham
- Forest Gate vasútállomás
- Gallions Reach DLR állomás
- King George V DLR állomás
- Maryland vasútállomás
- Plaistow
- Pontoon Dock DLR állomás
- Prince Regent DLR állomás
- Royal Albert DLR állomás
- Royal Victoria DLR állomás
- Stratford állomás
- Manor Park vasútállomás
- Pudding Mill Lane DLR állomás
- Upton Park
- Wanstead Park vasútállomás
- West Ham állomás
- West Silvertown DLR állomás
- Woodgrange Park railway állomás

### Nemzetközi állomások
- Durchflyer vasúti tengeri összeköttetés a Stratford állomáson keresztül
- London City repülőtér állomás
- Silvertown nemzetközi vasútállomás (2009-től üzemel)[8]

## Látnivalók

### Közösség
- The Hub: egy forradalmi közösségi forrásközpont, melyet a Star Lane E16-nál építtetett a helyi közösség, mellyel a zöld pillanat tulajdonságait mutatja be.
- Grassroots: szintén a közösség által épített, forradalmi erőforrásközpont. A Grass Roots a Memorial Recreation Ground, E13-ban kapott helyet.

### Könyvtárak
Newhamnek tíz könyvtára (Beckton, Canning Town, Custom House, East Ham, Green Street, Manor Park, North Woolwich, Plaistow, Stratford és Forest Gate) és egy mobilkönyvtára van.
A Canning Town-i Könyvtárat 1893-ban nyitották meg, és még ma is ugyanabban a Barking Road-i épületben működik, bár a belsejében javításokat és az 1940-es és 1941-es légiriadókat követően felújításokat végeztek.

### Múzeumok
- North Woolwich Old Station Museum
- Three Mills: egy nagyszerűen helyreállított malomkomplexum a Lee folyó keleti partján. Majdnem száz évig piac volt itt. A malom épületét 1776-ban építették, és egy évszázadig ez volt az ország legnagyobb ár-apály malma. Később átalakították múzeummá, ahol meg lehet nézni az eredeti eszközöket, amikkel itt dolgoztak.

### Újságok
A Newsham Recorder a helyi újság. Honlapjuk a www.newhamrecorder.co.uk. Szerkesztője Colin Granger.

### Látványosságok
- St. Mark's Church, Silvrtown A templomot Samuel Saunders Teuton tervezte. 1862-62-ben, a kerületet pusztító kolerajárvány elmúlása után kezdték építeni. A szükséges pénzt hirdetésekkel, adományokból szedték össze. A The Times hasábjain keresztül lelki és testi védelmezést biztosító helyre kérték az adományokat

## Bevásárlás és kiállítások
- Queen's Market, Upton Park – London etnikailag legsokszínűbb piaca. Lásd A Wueen Market barátai oldalt.
- ExCeL Kiállítási Központ
- Gallions Reach Shopping Park
- Green Street: a legnagyobb, az ázsiai konyhákat kiszolgáló élelmiszer-kínálat a városban
- Stratford Shopping Centre: Newham legnagyobb bevásárlóközpontja, több mint száz bolttal. Itt a vágóeszközöket árulótól a zeneboltig, az etnikai tájételektől az aromaterápiáig minden megtalálható

## Sport
- Newham a 2012. évi nyári olimpiai játékok egyik házigazda kerülete volt.
- A West Ham United FC pályája az itteni Upton Parkban van.

## Vallási
- A Pakisztáni székhelyű Tablig bejelentette, hogy a 2012-es olimpia kezdetéig a kerületben meg kívánja építeni Európa legnagyobb mecsetjét, Nagy-Britannia legnagyobb vallási helyszínét. A tervek szerint méretei a közelben fekvő olimpiai stadionéval vetekednének. Newhamen belül és kívül is sokan ellenzik, hogy itt legyen Nagy-London iszlám központja.

### Egyéb híres helyek
- London-City repülőtér
- North Woolwich Old Station Museum
- The Royal Docks – három dokkból áll: ezek az 1880 és 1921 között mocsaras vidékre épített Royal Albert Dock, a Victoria Dock és a King Geoerge V Dock. A három kikötő együtt a világ legnagyobbja volt majdnem 1 km²-ws vízfelülettel, és 4 km²-es teljes területtel. Az olyan nagyméretű hajók részére építették, melyek nem tudnak tovább menni a Temzén felfelé. Végül 1981-ben a hajóforgalom előtt bezárták.
- Stratford Circus
- Thames Barrier Park: London legújabb és leglátványosabb folyóparti parkja. Egy nemzetközi tendert követően a francia Alain Provost vezette tervezőiroda nyerte el a kivitelezés lehetőségét. Provost leginkább a párizsi Citroen Parkról híres.
- Theatre Royak Stratford East
- Wanstead Flats: Epping Forest legdélebbi része, mely nagy füves vidékek és lenyírt területek keveréke.
- West Ham Park

## Általános iskolák
Lásd az általános iskolák listáját Archiválva 2008. június 24-i dátummal a Wayback Machine-ben

### Középiskolák
- Brampton Manor School
- Cumberland School
- Eastlea School
- Forest Gate Community School
- Kingsford Community School
- Langdon School
- Lister Community School
- Little Iford School
- Plashet Girls School
- Rokeby Boys School
- Sarah Bonnell School
- St Angela's Ursuline Girls School
- St Bonaventure's Catholic Comprehensive School
- Stratford School
- The Royal Docks Community School

### Főiskolák
- Newhami főiskola
- St Angela's & St. Bonaventure's Sixth Form Centre

### Egyetem
- A Kelet-Londoni Egyetemnek két kara van Newhamben. Ezek a
  - Stratford Kar, Stratfordban és a
  - Docklands Kar a felújított Royal Albert Dock mellett
- A Birkbeck Stratford egy a Birkbeck, University of London és az UEL közötti olyan együttműködés, melynek célja a felnőttképzésben való részvétel növelése. Jelenleg a Unioversity of East London stratfordi karán működik, azonban a tervek szerint egy külön karrá alakul.

## Bűnözés Newhamben
Newhamnek a Canning Townhoz és Forest Gate-hez hasonló részei az Egyesült királyság leghátrányosabb helyzetű és a szegénység által leginkább sújtott belvárosi körzetei közé tartoznak. Canning Town arról is nevezetes, hogy ez a világon az egyetlen hely, ahova a DHL csomagküldő szolgálat nem kézbesít küldeményeket, bár ez a cég a Bagdadhoz hasonló háborús övezetekbe küldött csomagok kiszállítására is fel van készülve. Bár a tanács és a rendőrség nagy erőfeszítéseket tesz a bűnözés visszaszorítása érdekében, még mindig sok aggodalmat okoznak ezek a problémák Newhamben. A fegyverrel elkövetett bűncselekmények, a droggal kapcsolatos bűncselekmények és az utcai rablások leginkább az olyan közlekedési csomópontokban érzékelhetőek, mint Stratford, Forest Gate, Manor park és Canning Town. 2006 folyamán összesen 39.000 feljegyzett bűncselekményt követtek el, melyek között 19 gyilkosság és 180 lövöldözés volt. A kormányzati statisztikák szerint Newhamben 20%-kal nagyobb a bűncselekmények aránya, mint az országos átlag. A Newham alatt elhaladó District Line az ország legveszélyesebb és a bűncselekményekkel leginkább terhelt vonala. Az itt közlekedő N15-ös jelzésű buszjárat kiérdemelte a bűnözéssel leginkább fertőzött brit buszvonal címet.